# III. třída okresu Prachatice
III. třída okresu Prachatice (okresní soutěž III. třídy) tvořila společně s ostatními třetími třídami skupiny deváté nejvyšší fotbalové soutěže v Česku. Byla řízena Okresním fotbalovým svazem Prachatice. Hrálo se každý rok od léta do jara se zimní přestávkou. Vítěz postupoval do II. třídy okresu Prachatice. Zatím posledním ročníkem byl 2013/14 (aktuální před začátkem soutěžního ročníku 2017/18).

## Vítězové

### III. třída okresu Prachatice
| Ročník    | Vítězný tým             |
| --------- | ----------------------- |
| 2003/2004 | Šumavan Vimperk         |
| 2004/2005 | TJ Tatran Volary „B“    |
| 2005/2006 | SK Ktiš                 |
| 2006/2007 | TJ Zbytiny              |
| 2007/2008 | TJ Hraničář Nová Pec    |
| 2008/2009 | Soutěž se nehrála.      |
| 2009/2010 | Soutěž se nehrála.      |
| 2010/2011 | Soutěž se nehrála.      |
| 2011/2012 | Soutěž se nehrála.      |
| 2012/2013 | TJ Vitějovice           |
| 2013/2014 | SK Svatá Maří Magdaléna |